# Reial Aeri Club de Lleida
El Reial Aeri Club de Lleida és una associació esportiva dedicada a la pràctica i la promoció de les activitats aeronàutiques a les terres de Lleida. Té la seu al carrer Lluís Companys de Lleida, i gestiona, per concessió de la Generalitat de Catalunya, l'Aeròdrom d'Alfés, al Segrià.
Desenvolupa diverses activitats amb l'aeronàutica com a denominador comú; la pràctica totalitat a les instal·lacions d'Alfés si bé també ha organitzat algun campionat de vol a l'Aeroport de Lleida-Alguaire. Cal destacar l'Escola de Pilots com a la més important, però també ofereix activitats esportives, serveis d'aerotaxi, de vols de lleure i de pupil·latge d'aeronaus.
Paral·lelament, ofereix servei de Bar i Restaurant a la seu de l'Aeròdrom d'Alfés.

## Història
El Reial Aeri Club de Lleida és possiblement l'entitat esportiva més antiga de Lleida, i el segon aeri club més antic de Catalunya per data de fundació, si bé actualment és el més antic en funcionament. Va començar a operar a l'aeròdrom privat de Josep Civit, inaugurat al 28 de juliol de 1929 i ubicat al que actualment és el barri dels Magraners de la capital del Segrià, i fins que fou tancat al 1957, atès que les activitats s'havien anat traslladant progressivament a l'Aeròdrom d'Alfés des de després de la guerra. El primer vol  sobre la ciutat de Lleida havia tingut lloc al maig de 1911, a càrrec del famós pilot francès Leonci Garnier, amb un aparell de la seva propietat, un Blériot XI amb motor Anzani de 25 CV.
El mateix 28 de juliol de 1929 i amb la col·laboració de Josep Canudas, director de l'escola d'aviació de Barcelona i gran impulsor de l'aviació a Catalunya; i Lluís Rosol, es va celebrar l'acte de fundació de l'Aeroclub, i se n'aprovaren els estatuts de l'entitat. A partir de 1948 (després de la Guerra Civil Espanyola i la Segona Guerra Mundial) Josep Civit tornà a aflorar l'entitat. El 22 de juliol de 1950 s'inaugura oficialment l'escola de pilots que segueix en funcionament actualment sota la presidència de Josep Maria Niubó.

## Flota
El club lleidatà disposa de cinc avionetes operatives; entre les quals cal destacar la Piper J-3 EC-ADS.
- Dues places: Piper J-3 EC-ADS, Cessna C152 EC-FED i Cessna C150 EC-CUL.
- Quatre places: Cessna C172 EC-DNX i Piper PA28 EC-ERC

Les de dues places s'empren en l'escola de vol, mentre que les de quatre s'utilitzen per a viatges i bateigs de l'aire. Tots els avions es fan servir en els diferents actes esportius que es realitzen dins dels programes anuals del club.